# Stelis cochlearis
Stelis cochlearis är en orkidéart som beskrevs av Leslie Andrew Garay. Stelis cochlearis ingår i släktet Stelis och familjen orkidéer. Inga underarter finns listade i Catalogue of Life.